# Sophie Montel
Pour les articles homonymes, voir Montel.
Sophie Montel, née le 22 novembre 1969 à Montbéliard, est une femme politique française.
Membre du Front national (FN) de 1987 à 2017, elle est conseillère régionale de Franche-Comté de 1998 à 2015, puis de Bourgogne-Franche-Comté depuis 2016, et députée européenne de 2014 à 2019.
Proche de Florian Philippot, elle devient une opposante à la ligne « identitaire » du Front national. En 2017, elle se voit évincée de la présidence du groupe FN au conseil régional de Bourgogne-Franche-Comté. Elle rejoint alors le nouveau parti de Florian Philippot, Les Patriotes (LP), qu’elle quitte l'année suivante.

## Biographie

### Enfance
Sophie Montel naît le 22 novembre 1969 à Montbéliard. Son père est chirurgien-dentiste et militant au Front national (elle se dit « fille de deux parents FN »). Elle grandit à Audincourt.

### Formation
En 1993, elle obtient à l'université de Franche-Comté un diplôme d'études approfondies en histoire médiévale,.

### Parcours politique

#### Débuts au Front national
Adhérente au Front national depuis sa majorité en 1987, elle est élue au comité central du parti en 2000 et siège au bureau politique à partir de 2003 : elle figure alors « sur la liste des candidats pro-Gollnisch dressée afin de contrer la fille de Jean-Marie Le Pen »,. En 2011, elle devient secrétaire nationale aux élus. Elle est également membre du bureau fédéral de la fédération FN du Doubs et présidente du « collectif Belaud-Argos pour la protection animale en France », lancé par le FN en 2016.
Pendant quelques années, à partir de 1994, elle est membre de Terre et Peuple,, qui jouit alors d'une certaine influence au sein du FN. Interrogée à ce sujet en 2017, Sophie Montel dénonce « une rumeur destinée à [lui] nuire, ainsi qu’à Philippot ».
Elle se décrit comme une « apparatchik » ayant « toujours vécu de la politique et de [s]es mandats ». Le politologue Jean-Yves Camus corrobore cette présentation, estimant qu'« elle incarne par sa situation ce qu’est l’appartenance à la classe politique ».

#### Conseillère municipale de Besançon
À l'occasion des élections municipales de 1995 à Besançon, elle est en deuxième position sur la liste FN conduite par Robert Sennerich. Après avoir recueilli 10,4 % des voix au premier tour, sa liste se maintient au second tour et obtient deux élus. Elle siège au conseil municipal de 1995 à 2001. En 2015, à l'occasion de l'élection législative partielle dans le Doubs où elle est candidate, les propos qu'elle a tenus en 1996 en conseil municipal sur « l'inégalité des races » resurgissent. À l'époque, le président du Front national Jean-Marie Le Pen a suscité la polémique en affirmant à plusieurs reprises « qu'il ne croyait pas à l'égalité des races ». Interpellée par la gauche en sa qualité de conseillère municipale FN, Sophie Montel avait alors justifié « l'évidente inégalité des races » en opposant « la civilisation des Pygmées à celle des Athéniens de Périclès ». Désormais, elle assume toujours ses propos, motivant son choix par le respect de la ligne politique FN de l'époque.

#### Membre du conseil régional de Franche-Comté
Après l'obtention de son diplôme, elle est assistante du groupe FN présidé par Roland Gaucher au conseil régional de Franche-Comté. Elle est élue au conseil régional en 1998. Tête de liste FN aux régionales de 2004, elle obtient 18,7 % au premier tour et 17,0 % au second tour, ce qui lui permet, grâce au scrutin proportionnel, de faire élire cinq conseillers régionaux sur 43. De nouveau chef de file six ans plus tard, elle obtient cette fois 13,1 % des voix au premier tour et 14,2 % au second, le Front national perdant un siège. Elle préside jusqu’en 2017 le groupe FN au conseil régional.

#### Conseillère municipale de Montbéliard
En 2014, elle se présente en tant que tête de liste dans sa ville natale pour les élections municipales. Sa liste se hisse en troisième position du premier tour avec 16,9 %, puis obtient 12,0 % au second tour, obtenant deux élus. Elle démissionne du conseil municipal après son élection au Parlement européen.

#### Députée européenne
Lors des élections européennes de 2014, elle figure en deuxième position sur la liste FN menée par Florian Philippot pour la circonscription Est (Alsace, Bourgogne, Champagne-Ardenne, Franche-Comté et Lorraine). Dans la circonscription, la liste FN obtient 29,0 % des voix et quatre sièges. Sophie Montel devient ainsi députée européenne le 1er juillet 2014. Au Parlement européen, elle est membre de l'intergroupe de défense des animaux. En 2015, après avoir siégé chez les non-inscrits comme les autres élus FN, elle rejoint le tout nouveau groupe ENL. En 2016, Mediapart souligne que ses assistants parlementaires sont des « Philippot boys ».
Dans le cadre de l'affaire des assistants parlementaires du Front national au Parlement européen, Sophie Montel se voit réclamer le remboursement de 77 000 euros correspondant au salaire d'un assistant parlementaire européen. Le 14 mai 2017, elle signale au parquet de Paris le cas de députés européens de droite, du centre et de gauche dont les collaborateurs « étaient des militants politiques en même temps que des assistants parlementaires, ce qui n'a évidemment rien d'illégal, car ce n'est absolument pas interdit par le droit français, mais nous avons considéré que nous devions déposer ces signalements au motif que nous n'acceptons pas le deux poids deux mesures ». Cette initiative conduit à l'ouverture d'une enquête préliminaire du parquet de Paris sur des soupçons d'emplois fictifs et de détournement de fonds concernant 19 de ses collègues français, dont Marielle de Sarnez, ministre des Affaires européennes.
En octobre 2017, après son départ du Front national, elle rejoint le groupe ELDD. En septembre 2018, sur pression de Florian Philippot, elle en est exclue, ce qui la fait revenir chez les non-inscrits.

#### Élection législative de 2015 dans le Doubs
Elle se présente à l'élection législative partielle de février 2015 dans la quatrième circonscription du Doubs. C'est sa quatrième candidature dans cette circonscription. Le 1er février 2015, elle arrive en tête du premier tour avec 32,6 % des voix, devant le candidat socialiste sortant, Frédéric Barbier (28,8 %), et le candidat UMP, Charles Demouge (26,5 %). Le centre et une partie de la droite appellent alors à faire barrage à sa candidature. Lors du second tour, le 8 février, elle recueille 48,6 % des suffrages face au socialiste Frédéric Barbier, qui est réélu.

#### Élue au conseil régional de Bourgogne-Franche-Comté
Tête de liste du FN pour les élections régionales de 2015 en Bourgogne-Franche-Comté, elle fait campagne sur la réduction des dépenses, la défense de la ruralité, l'aide aux TPE-PME, le renforcement de la sécurité aux abords des lycées et dans les transports, ainsi que la préférence nationale, s'engageant à prendre comme première mesure la suppression de l’aide de 1 000 euros par nouvelle place d’hébergement pour accueillir les réfugiés (dans le contexte de la crise migratoire en Europe),. Sa liste inclut plusieurs jeunes militants proches de Florian Philippot (Édouard Cavin, Lilian Noirot, Julien Odoul) avec l'appui tacite de celui-ci.
Elle arrive en tête du premier tour avec 31,5 % des voix, mais en troisième position de la triangulaire du second tour avec 32,4 %, derrière la liste d'union de la droite conduite par François Sauvadet (32,9 %) et la liste d'union de la gauche conduite par Marie-Guite Dufay (34,7 %). Élue conseillère régionale, elle prend la présidence du groupe FN (24 sièges sur 100), intitulé « Les Patriotes-FN » comme celui présidé par Florian Philippot au conseil régional du Grand Est.
Deux élues jugées proches de la ligne de Marion Maréchal-Le Pen quittent le groupe FN début 2017, alors que Sophie Montel est proche de son rival Florian Philippot.

#### Élections législatives de 2017
Lors de l'élection législative de juin 2017 dans la 4e circonscription du Doubs, elle recueille 24,1 % au premier tour et 38,4 % au second tour, où elle est battue par Frédéric Barbier. Elle obtient 10,2 points de moins qu'à l'élection législative partielle de 2015, où elle affrontait déjà Frédéric Barbier. Ce score s'inscrit dans un contexte de mauvais résultats électoraux pour les « philippotistes ».

#### Départ du Front national
En mai 2017, elle prend l'une des trois vice-présidences de la nouvelle association lancée par Florian Philippot, baptisée Les Patriotes et ayant pour objet de « défendre et porter le message de Marine Le Pen au soir du second tour de l’élection présidentielle », à savoir engager « une transformation profonde » du Front national pour créer « une nouvelle force politique ».
Lors du bureau politique du FN du 20 juin 2017, elle met en garde contre un discours trop « anxiogène » de son parti sur l'immigration. Alors que la réunion est « courtoise » et « consensuelle » d'après les participants, l'article de L'Opinion, qui rend compte de ses propos, suscite une vive hostilité à son égard sur les réseaux sociaux et des réactions de cadres du FN, qui réaffirment l'importance de l'opposition à l'immigration pour le parti ; elle se voit défendue par des proches de Florian Philippot. Dans le cadre des débats internes au FN consacrés à sa refondation, elle tourne en dérision la ligne dite identitaire, opposée à la ligne philippotiste, et se voit mise en cause par un compte qu'utilise Marine Le Pen sous pseudonyme.
Dans le même temps, alors qu'elle refuse de mettre en retrait deux conseillers régionaux de son groupe, suspendus du FN pour avoir critiqué l'organisation de la campagne législative, elle est exclue du groupe et rejoint les non-inscrits en compagnie de six autres conseillers régionaux qui lui restent fidèles (sur 24 élus sous l'étiquette FN),,. Julien Odoul la remplace à la présidence du groupe FN. Florian Philippot prend sa défense et déclare qu’une « solution d’apaisement doit être trouvée rapidement ». Selon Causeur, « sans doute l’agacement de [Sophie Montel] à l’égard des prestataires de service du Front national a-t-il joué dans la balance. En s’en prenant intuitu personae aux Chatillon et compagnie, Montel a commis un crime de lèse-majesté, qu’elle a payé comptant ». En parallèle, Marine Le Pen démet du secrétariat départemental du FN de la Sarthe Pascal Gannat, favorable à la ligne identitaire et libérale. Libération estime qu'« en s’en prenant à des figures de chaque camp, Marine Le Pen se pose en seule arbitre du débat interne et en marque les limites, dans un parti vermoulu de querelles ».
Le 21 septembre 2017, comme Florian Philippot, qui s'est vu retirer sa délégation de vice-président du parti, elle annonce son départ du Front national, déclarant suivre ce dernier « par conviction et par amitié ». Elle s'interroge sur le devenir du Front national, qui risque selon elle de s'écarter de la ligne « ni droite ni gauche » et souverainiste pour revenir à une ligne « droite dure, extrême, en mettant en avant des questions liées à l'immigration, l'islamisme et la sécurité ». Elle dénonce un retour en force au sein du parti de personnes qui ne sont « pas du tout sur la ligne de Marine le Pen », notamment « énormément d'anciens mégrétistes »,.

#### Brièvement membre des Patriotes
Elle est candidate des Patriotes à l'élection législative partielle de janvier 2018 dans la 1re circonscription du Territoire-de-Belfort. Elle recueille 1,99 % des voix au premier tour de scrutin,.
Lors du congrès de LP du 18 février 2018, sa vice-présidence est supprimée.
Elle quitte le parti le 5 juillet 2018, dénonçant la « divine solitude » de Florian Philippot. Elle déclare : « Après avoir quitté le Front national, dont l'aspect dysfonctionnel apparaît chaque jour un peu plus, je refuse de cautionner les mêmes dérives au sein de ma nouvelle formation ». Elle critique la gouvernance des Patriotes, où les décisions seraient prises à trois ou quatre, et s'en prend à l'entourage de Florian Philippot, qui serait composé de « courtisans qui le vénèrent » et qui le maintiendrait « dans sa bulle, […] loin des préoccupations du peuple français ». Elle déclare ne pas quitter Les Patriotes par conviction mais en raison de la « méthode » Philippot : elle affirme rester favorable au « Frexit » et estime qu'il faut « préparer une vaste coalition qui amènera la grande alternance que le pays attend »,,.
Sophie Montel annonce également son intention de porter plainte en raison d'un possible détournement, par les responsables des Patriotes, des dotations versées par le Parlement européen. Elle affirme qu’à cette occasion sa signature a été falsifiée.
Elle ne se présente sur aucune liste aux élections européennes de 2019, et soutient Debout la France.

### Vie privée
Mariée à Robert Sennerich, conseiller régional FN de Franche-Comté et secrétaire départemental de la fédération FN du Doubs, Sophie Montel est mère de deux filles. Le Monde indique que son mari « l’a secondée à chaque étape de sa carrière, élu lui-même ou chargé de mission selon les circonstances ».

## Entourage et ligne politique
Sophie Montel reprend le slogan « ni droite ni gauche » pour se définir. Elle est proche de Florian Philippot,, depuis qu'elle l'a rencontré le 1er mai 2010, lors d'une réunion de travail dans la propriété des Le Pen à Montretout. D'après Abel Mestre, elle n'appartient à « aucun clan » au sein du FN. Mediapart indique en 2015 qu'« elle est passée à travers les gouttes des déchirements familiaux et stratégiques récents, se fondant sans difficulté dans la ligne de Marine Le Pen ». Pour l'historienne Valérie Igounet, « elle est le profil type de la « dédiabolisation » que le FN tente d’incarner ». Pour Libération, « Montel est passée d’orientations radicales à une totale adhésion au discours et à la personne » de Florian Philippot ; le journal précise qu'au Parlement européen, « avec leurs jeunes collaborateurs, les deux élus constituent une sorte de start-up où l’on cultive l’esprit de clan. Les travaux parlementaires sont mis en commun, de manière à progresser ensemble dans les classements d’activité des eurodéputés. Et la relation se prolonge sur le temps privé, entre soirées, sorties shopping et clins d’œil sur les réseaux sociaux ».
Engagée dans la défense des animaux, elle dénonce le projet de partenariat transatlantique de commerce et d'investissement (TAFTA), qui permettrait l'import massif de cuir, et prône l'interdiction de mise à mort des taureaux à la fin des corridas. Elle est également opposée à la ferme des mille vaches.
Après les annonces de suppression d'emplois par General Electric, acquéreur en 2015 de la branche énergie d'Alstom, Sophie Montel appelle, avec Florian Philippot, à ce que cette dernière soit « renationalisée ».
En mai 2016, elle affirme que le FN défend « la sanctuarisation de la contraception et la non-remise en cause de l'avortement » comme « le droit de la femme à disposer de son corps ».

## Publication
- Sophie Montel, Bal tragique au Front national. Trente ans au cœur du système Le Pen, éditions du Rocher, 2019